# Lotus krylovii
Lotus krylovii är en ärtväxtart som beskrevs av Schischkin och Lydia Palladievna Sergievskaya. Lotus krylovii ingår i släktet käringtänder, och familjen ärtväxter. Inga underarter finns listade i Catalogue of Life.